# Тайнген
Тайнген (нім. Thayngen) — громада  в Швейцарії в кантоні Шаффгаузен, округ Раят.

## Географія
Громада розташована на відстані близько 130 км на північний схід від Берна, 8 км на північний схід від Шаффгаузена.
Тайнген має площу 19,9 км², з яких на 15,6% дозволяється будівництво (житлове та будівництво доріг), 56,1% використовуються в сільськогосподарських цілях, 27% зайнято лісами, 1,3% не є продуктивними (річки, льодовики або гори).

## Демографія
2019 року в громаді мешкало 5547 осіб (+13,1% порівняно з 2010 роком), іноземців було 23,1%. Густота населення становила 278 осіб/км².
За віковим діапазоном населення розподілялося таким чином: 20% — особи молодші 20 років, 59,3% — особи у віці 20—64 років, 20,7% — особи у віці 65 років та старші. Було 2491 помешкань (у середньому 2,2 особи в помешканні).
Із загальної кількості 2569 працюючих 192 було зайнятих в первинному секторі, 910 — в обробній промисловості, 1467 — в галузі послуг.